# Кле (Шарант)
Кле (фр. Claix) насеље је и општина у западној Француској у региону Поату-Шарант, у департману Шарант која припада префектури Ангулем.
По подацима из 2011. године у општини је живело 958 становника, а густина насељености је износила 64,43 становника/km². Општина се простире на површини од 14,87 km². Налази се на средњој надморској висини од 150 метара (максималној 148 m, а минималној 50 m).

## Демографија
| 1962. | 1968. | 1975. | 1982. | 1990. | 1999. | 2011. |
| ----- | ----- | ----- | ----- | ----- | ----- | ----- |
| 508   | 512   | 542   | 672   | 816   | 747   | 958   |

График промене броја становника у току последњих година